# 天保山大観覧車

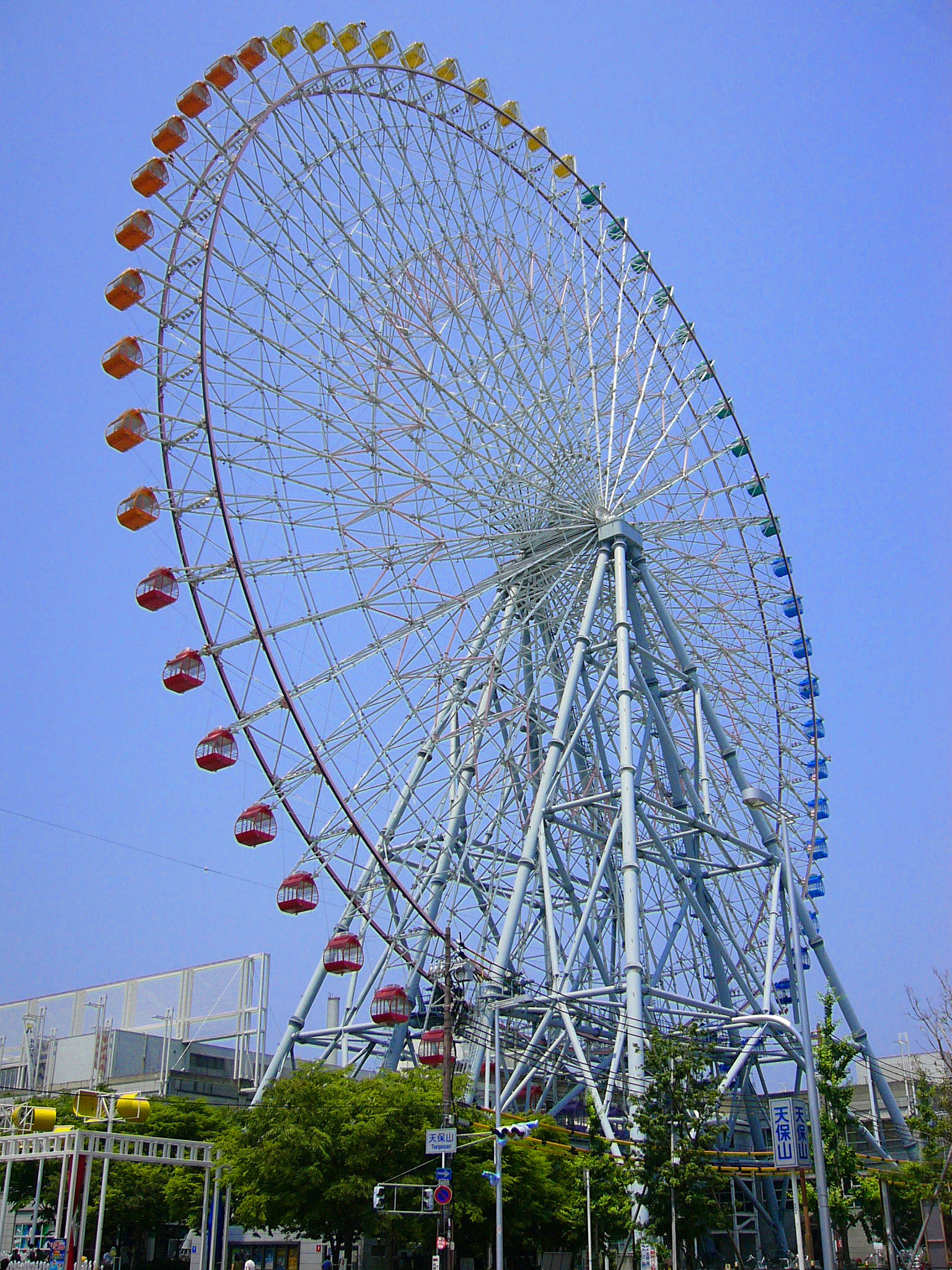
天保山大観覧車

天保山大観覧車（てんぽうざんだいかんらんしゃ）は大阪市港区の天保山ハーバービレッジにある観覧車である。1997年7月12日開業、高さ112.5m、直径は100mで、一時は世界最大の観覧車であった。株式会社海遊館（旧大阪ウォーターフロント開発）が運営を行っている。

## 概要
一周は15分で、生駒山、明石海峡大橋、関西国際空港、六甲山などを眺望する。
翌日の天気予報に合わせ、ライトアップが変わるようになっている。従来は水銀灯とネオン管を利用し、晴れなら赤色、曇りなら緑色、雨なら青色のように照明の色が変わるような演出であったが、2014年12月20日からLEDを導入。LED照明の直接光と間接光を組み合わせる技術で、晴れなら太陽、曇りなら雲、雨なら傘の模様が表示されるなど、より細かい演出ができるようになった。
ゴンドラは全60基。うち4基は床や座席部分が透明な「シースルーキャビン」となっている。また、車いすの利用も可能で、60基のうち3基が入り口の幅が通常より約20センチ広い94センチで、車いすのまま乗り込める仕様となっている。
横浜のコスモクロック21（1989年開業）とは、建設主や直径・定員が同じで、スポークや支柱など外見の構造もほぼ同一の兄弟機となっている。東京・お台場のパレットタウン大観覧車（1999年開業、2022年閉業）は直径は同じであるが、全高は2.5m高くなっている。

## 歴史
- 1997年7月12日 - 開業。
- 2000年4月 - 乗客300万人に到達[6]。
- 2002年7月26日 - 乗客500万人突破[7][8]。
- 2008年10月11日 - 乗客1000万人突破[9][10]。
- 2008年11月1日 - 乗客1000万人突破を記念して、「シースルーキャビン」を2基導入[11][12]（後に8基に増設）。
- 2014年12月20日 - ライトアップにLED照明を導入[3]。

## 交通アクセス
- Osaka Metro中央線大阪港駅より徒歩5分